# Tell Khoshi
Tell Khoshi is een archeologische vindplaats in het noorden van Irak ongeveer 15 km ten zuidwesten van Sinjar. Het is een ruïneheuvel (tell) waarvan de bovenstad in het noordwesten tot 20 m hoog is. Het oppervlak van de plaats is een fikse 92 ha, waarmee het als een van de grote steden van het derde en tweede millennium v.Chr. gezien kan worden.
In 1989 begon een groep Franse archeologen gefinancierd door het Franse ministerie van Buitenlandse Zaken de plaats topografisch te bestuderen en het oppervlak ervan af te zoeken als onderdeel van het zuid Sinjar project. Het gevonden aardewerk stamt voornamelijk uit de Akkadische tijd, de tijd van Ur III, scherven van het 'Khabur'-aardewerk en vervolgens de tijd van Mittani en de midden-Assyrische tijd. In 1990 moesten de werkzaamheden gestaakt worden vanwege de Golfoorlog. Sonderingen in 2002 in het noorden lieten twee lagen zien met monumentale bouw en een gewelfd graf. Er zijn ook zwaar beschadigde resten van een kleine neo-Assyrische nederzetting.
De naam van de stad in de oudheid is niet bekend maar er wordt vermoed dat het hier om Andarig gaat. De vindplaats wacht nu (2013) nog op meer gedetailleerd opgravingswerk.
| Noord-Mesopotamië 3e millennium | Noord-Mesopotamië 3e millennium |
| Vindplaats                      | Grootte                         |
| ------------------------------- | ------------------------------- |
| Tell Taya                       | 155 ha                          |
| Tell Mozan                      | 120-150 ha                      |
| Tell Hamoukar                   | 105 ha                          |
| Kazane Höyük                    | 100 ha                          |
| Tell Khoshi                     | 92 ha                           |
| Tell Leilan                     | 90 ha                           |
| Tell Hadhail                    | 90 ha                           |
| Tell Farfara                    | 75 ha                           |
| Tell al-Hawa                    | 66 ha                           |
| Tell Chuera                     | 65 ha                           |
| Tell Brak                       | 40-65 ha                        |